# ووكر راسل جونيور
ووكر راسل جونيور (بالإنجليزية: Walker Russell Jr.)‏ مواليد 6 أكتوبر 1982 في بونتياك، هو لاعب كرة سلة أمريكي. بدأ مسيرته الاحترافية في سنة 2006. يلعب في دوري بورتوريكو لكرة السلة كلاعب هجوم خلفي. يحمل الرقم 2. يبلغ طوله 6 قدم 0 بوصة (1.8 م).

## المسيرة الاحترافية
لعب مع فورت واين ماد أنتس في موسم 2007–2008، ثم لعب مع سي بي إستوديانتس في الدوري الإسباني في سنة 2008، ثم لعب مع بيراتاس دي كويبراديلاس في سنة 2010.

## روابط خارجية
- ووكر راسل جونيور على موقع إن بي أي (الإنجليزية)
- ووكر راسل جونيور على موقع سبورتس رفرنس (الإنجليزية)
- ووكر راسل جونيور على موقع الدوري الإسباني لكرة السلة (الإسبانية)
- ووكر راسل جونيور على موقع كرة السلة الأوروبية.كوم (الإنجليزية)
- ووكر راسل جونيور على موقع كلية كرة السلة في سبورتس رفرنس.كوم (الإنجليزية)
- ووكر راسل جونيور على موقع ريلجم (الإنجليزية)
- ووكر راسل جونيور على موقع بروبوليرز (الإنجليزية)
- ووكر راسل جونيور على موقع سبورتس رفرنس (الإنجليزية)
- ووكر راسل جونيور على موقع سبورتس رفرنس (الإنجليزية)